# Find Me (Odyssey to Anyoona)
Find Me (Odyssey to Anyoona) è un singolo del 1994 dei Jam & Spoon.
Tiepidamente accolto dal Regno Unito, il brano si fermò al 37º posto. Nel settembre 1995 il singolo venne riproposto, giungendo questa volta alla 22ª posizione.
In Italia raggiunse il 6º posto.